# Anastasija Zacharova

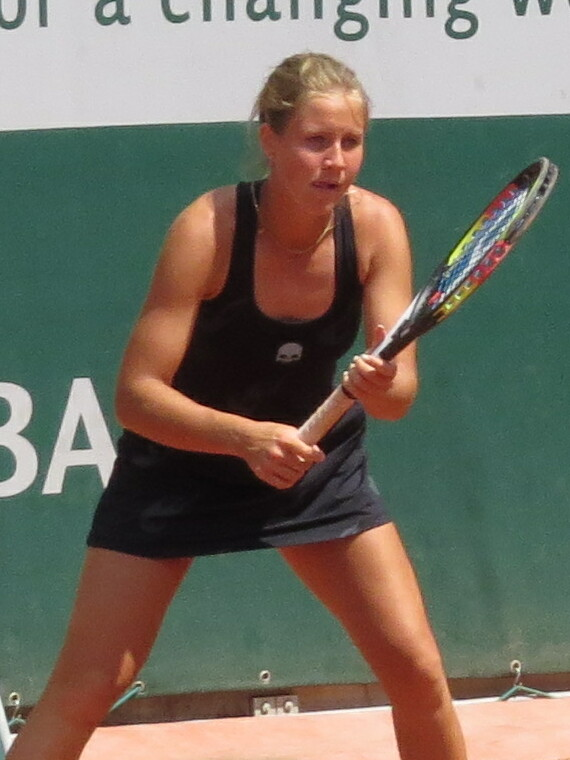
Roland Garros 2022 (kwalificatie)

Anastasija Vladimirovna Zacharova (Анастасия Владимировна Захарова) (Wolgograd, 18 januari 2002) is een tennisspeelster uit Rusland. Zacharova begon met tennis toen zij acht jaar oud was. Zij speelt rechtshandig. Zij is actief in het internationale tennis sinds 2017.

## Loopbaan

### Enkelspel
Zacharova debuteerde in 2017 op het ITF-toernooi van Minsk (Wit-Rusland). Zij stond in 2019 voor het eerst in een finale, op het ITF-toernooi van Shymkent (Kazachstan) – zij verloor van landgenote Daria Kruzhkova. Twee maanden later veroverde Zacharova haar eerste titel, op het ITF-toernooi van Shymkent (Kazachstan), door de Kazachse Gozal Ainitdinova te verslaan. Tot op heden(juli 2025) won zij zestien ITF-titels, de meest recente in 2025 in Zaragoza (Spanje).
In 2021 speelde Zacharova voor het eerst op een WTA-hoofdtoernooi, op het toernooi van Gdynia waaraan zij als lucky loser kon meedoen.
Zacharova had haar grandslamdebuut op het Australian Open 2024, waar zij zich via het kwalificatietoernooi een plek in de hoofdtabel had veroverd – zij bereikte daar meteen de derde ronde. Hierdoor maakte zij haar entrée tot de top 150 van de wereldranglijst.
In juni 2025 kwam zij de top 100 binnen.
Haar hoogste notering op de WTA-ranglijst is de 82e plaats, die zij bereikte in juli 2025.

### Dubbelspel
Zacharova behaalde in het dubbelspel betere resultaten dan in het enkelspel. Zij debuteerde in 2018 op het ITF-toernooi van Kazan (Rusland), samen met landgenote Jelizaveta Koklina. Zij stond in 2019 voor het eerst in een finale, op het ITF-toernooi van Shymkent (Kazachstan), samen met landgenote Jekaterina Kazionova – hier veroverde zij haar eerste titel, door het duo Tamara Čurović en Jelena Malõgina te verslaan. Tot op heden(juli 2025) won zij acht ITF-titels, de meest recente in 2023 in Istanbul (Turkije).
In 2021 speelde Zacharova voor het eerst op een WTA-hoofdtoernooi, op het toernooi van Nur-Sultan, samen met landgenote Angelina Gaboejeva – zij bereikten er meteen de finale, die zij verloren van het koppel Anna-Lena Friedsam en Monica Niculescu. Vanaf dat moment speelde Zacharova haar dubbelspeltoernooien bijna uitsluitend met (de dertien jaar oudere) Gaboejeva samen, tot februari 2023. Sindsdien wisselt zij geregeld van partner.
Haar hoogste notering op de WTA-ranglijst is de 93e plaats, die zij bereikte in september 2022.

## Posities op deWTA-ranglijst
Positie per einde seizoen:
| jaar | rang enkelspel | rang dubbelspel |
| ---- | -------------- | --------------- |
| 2018 | 975            | –               |
| 2019 | 358            | 575             |
| 2020 | 252            | 455             |
| 2021 | 198            | 223             |
| 2022 | 165            | 98              |
| 2023 | 194            | 259             |
| 2024 | 109            | 369             |

## Resultaten grandslamtoernooien
| Legenda | Legenda                          |
| ------- | -------------------------------- |
| g.t.    | geen toernooi gehouden           |
| l.c.    | lagere categorie                 |
| –       | niet deelgenomen                 |
| G       | uitgeschakeld in de groepsfase   |
| 1R      | uitgeschakeld in de eerste ronde |
| 2R      | uitgeschakeld in de tweede ronde |
| 3R      | uitgeschakeld in de derde ronde  |
| 4R      | uitgeschakeld in de vierde ronde |
| KF      | uitgeschakeld in de kwartfinale  |
| HF      | uitgeschakeld in de halve finale |
| F       | de finale verloren               |
| W       | het toernooi gewonnen            |
| w-v     | winst/verlies-balans             |

### Enkelspel
| toernooi        | 2024 | 2025 |
| --------------- | ---- | ---- |
| Australian Open | 3R   | –    |
| Roland Garros   | –    | –    |
| Wimbledon       | –    | 2R   |
| US Open         | –    |      |

## Palmares
| Legenda                 |
| ----------------------- |
| Grandslamtoernooi       |
| Olympische Spelen       |
| Year-End Championships  |
| Premier Mandatory       |
| Premier Five / WTA 1000 |
| Premier / WTA 500       |
| International / WTA 250 |
| Challenger / WTA 125    |

### WTA-finaleplaatsen enkelspel
geen

### WTA-finaleplaatsen vrouwendubbelspel
| nr.              | finale     | toernooi       | ondergrond    | partner            | tegenstandsters                     | score            |         |
| ---------------- | ---------- | -------------- | ------------- | ------------------ | ----------------------------------- | ---------------- | ------- |
| gewonnen finales |            |                |               |                    |                                     |                  |         |
| geen             |            |                |               |                    |                                     |                  |         |
| verloren finales |            |                |               |                    |                                     |                  |         |
| 1.               | 2021-10-02 | WTA Nur-Sultan | hardcourt (i) | Angelina Gaboejeva | Anna-Lena Friedsam Monica Niculescu | 2-6, 6-4, [5-10] | details |
| 2.               | 2022-07-31 | WTA Praag      | hardcourt     | Angelina Gaboejeva | Anastasija Potapova Jana Sizikova   | 3-6, 4-6         | details |
| 3.               | 2022-12-04 | WTA Andorra    | hardcourt (i) | Angelina Gaboejeva | Cristina Bucșa Weronika Falkowska   | 6-7, 1-6         | details |
| 4.               | 2024-09-14 | WTA Monastir   | hardcourt     | Alina Kornejeva    | Anna Blinkova Mayar Sherif          | 6-2, 1-6, [8-10] | details |